# Sabato & domenica
Sabato & Domenica è stato un programma trasmesso nel periodo 2005-2009 da Rai Uno il fine settimana dalle 6:30 alle 9:30.
Il programma ha sostituito Unomattina Sabato & Domenica.
La prima puntata è andata in onda il 24 settembre 2005, mentre l'ultima è stata trasmessa il 13 settembre 2009. La trasmissione è stata sostituita nel 2009/2010 dal ritorno di Unomattina, nella versione dedicata al weekend.
Da settembre 2010 il programma Mattina In famiglia per anni in onda su Rai2, passa su Rai1 il weekend mattina.

## Edizioni speciali e rubriche
Sabato & Domenica ha anche un'edizione estiva: Sabato, Domenica &...ESTATE durante il fine settimana estivo del 2007, sempre condotto da Franco Di Mare e Sonia Grey.
Per il fine settimana estivo 2008 invece Sabato, Domenica &...ESTATE cambia nome in Sabato & Domenica ESTATE condotto da Elisa Isoardi e il giornalista del Tg1 Attilio Romita.
Nell'estate 2009 Sabato & Domenica ESTATE è condotto da Massimiliano Ossini e dalla giornalista Antonella Delprino. Il meteo, in questa versione estiva 2009, è affidato alla "signorina del tempo" Georgia Luzi detta Geo, mentre nelle stagioni regolari è affidato agli ufficiali dell'Aeronautica.
Per le edizioni invernali il programma prevedeva un'anteprima, dalle 6:30 alle 7:00, denominata Buongiorno Italia condotta nel 2005–2006 da Vira Carbone, mentre nel 2006–2007 e 2007–2008 fu condotta da Sonia Grey e Franco Di Mare.
Sempre per le edizioni invernali il programma ha anche delle rubriche, come nel 2006–2007, e più precisamente da gennaio a maggio 2007, Gigliola Cinquetti conduce Buongiorno Gigliola ogni domenica dalle 9:30 alle 10.
Nel 2007–2008 a Vira Carbone è affidata la rubrica Il dolce e l'amaro, ogni domenica dalle 9 alle 9:30.

## Conduttori storici
- Sonia Grey
- Corrado Tedeschi
- Franco Di Mare
- Vira Carbone
- Gigliola Cinquetti
- Elisa Isoardi
- Attilio Romita
- Massimiliano Ossini
- Antonella Delprino

## Meteorologi Meteo1
- Girolamo Sansosti
- Massimo Morico
- Guido Guidi
- Roberto Tajani
- Antonio Vocino
- Paolo Capizzi

## Inviati
- Dado Coletti
- Irene Benassi
- Chiara Perino
- Paolo Notari
- Gianfranco Vissani
- Eva Crosetta

## Conduttori

### "Sabato, Domenica &..." poi divenuta "Sabato & Domenica"
- 2005/2006

Sonia Grey, Corrado Tedeschi con la partecipazione di Vira Carbone, del giornalista del Tg1 Stefano Ziantoni e di Sarita Agnes Rossi.
- 2006/2007

Sonia Grey e Franco Di Mare con la partecipazione di Vira Carbone, Gigliola Cinquetti (gennaio-maggio 2007) e Sarita Agnes Rossi.
- 2007/2008

Sonia Grey e Franco Di Mare  con la partecipazione di Vira Carbone ed Elisa Isoardi (settembre-dicembre 2007)
- 2008/2009

Sonia Grey, Franco Di Mare e Vira Carbone con la partecipazione di Gianfranco Vissani.

### "Sabato, Domenica &...ESTATE" poi divenuta "Sabato & Domenica ESTATE"
- Estate 2007

Sonia Grey e Franco Di Mare.
- Estate 2008

Elisa Isoardi e Attilio Romita.
- Estate 2009

Massimiliano Ossini e Antonella Delprino con la partecipazione di Georgia Luzi.